# Cell of Origin
Cell of Origin (COO; deutsch Ursprungszelle) ist ein Verfahren der mobilen Positionsbestimmung (Ortung). Es bestimmt mit Hilfe eines GSM-Netzes, wo sich ein mobiles Gerät und dessen Nutzer befinden. Das COO liefert die Geographischen Koordinaten der Funkzelle, in die sich das Gerät des Nutzers eingebucht hat. Die Genauigkeit hängt von Größe und Form der Funkzellen ab. Je kleiner die Funkzellen, desto genauer ist die ermittelte Position. Im Stadtgebiet ist eine Positionsgenauigkeit von ca. 300 m möglich. Über die Bestimmung der Signallaufzeit lässt sie sich um eine Größenordnung verbessern.
Die Cell-ID Methode wird auch von der Björn-Steiger-Stiftung zur Handy-Notrufortung eingesetzt.
Siehe auch
- IMEI Seriennummer zur eindeutigen Identifizierung von Mobilfunk-Endgeräten
- IMSI zur eindeutigen Identifizierung von Netzteilnehmern in GSM- und UMTS-Mobilfunknetzen
- IMSI-Catcher zum Abhören von Mobilfunk-Kunden
- SIM-Karte zur Identifikation des Nutzers im Mobilfunknetz
- Handyortung
- Stille SMS – auch Silent SMS oder Stealth Ping zur Ortung von Handys oder zur Erstellung von Bewegungsprofilen